# テーム・タイニオ
テーム・タイニオ（Teemu TAINIO、1979年11月29日 - ）は、フィンランド・ラッピ県トルニオ出身の元サッカー選手。元フィンランド代表。ポジションはミッドフィールダー。
2015年2月、現役引退を発表した。

## タイトル
クラブ
- FCハカ
  - フィンランド・カップ:1997
- AJオセール
  - UEFAインタートトカップ:1997
  - クープ・ドゥ・フランス:2003,2005
- トッテナム・ホットスパー
  - フットボールリーグカップ:2007-2008
- アヤックス・アムステルダム
  - エールディヴィジ:2010-2011
- HJKヘルシンキ
  - ヴェイッカウスリーガ:2013,2014
  - フィンランド・カップ:2014